# Atractotomus russatus
Atractotomus russatus är en insektsart som beskrevs av Stonedahl 1990. Atractotomus russatus ingår i släktet Atractotomus och familjen ängsskinnbaggar. Inga underarter finns listade i Catalogue of Life.